# Javor Novak
Javor Novak (Zagreb, 1956.), hrvatski je književnik, skiper, novinar i fotograf.

## Životopis
Javor Novak rođen je u Zagrebu, 1956. godine. Objavljivao je putopise u pomorskoj periodici i na Radio Zagrebu (1984. – 1990.) te na Hrvatskom radiju (do 1995.). Na Drugom i Trećem programu Hrvatskoga radija uređivao je emisije s pomorskim i znanstvenim temama o Jadranu te s putopisima i esejima (do 2003.). Radio je i kao glavni urednik nautičkog magazina Hrvatski skiper te kao pomoćnik glavnog urednika i glavni urednik tjednika za kulturu Hrvatsko slovo gdje je objavljivao političku analitiku i putopise (1995. – 1998.). Putopise i priče piše i za književne časopise. Priče su mu objavljene i u knjigama više autora. Objavio je četiri autorske knjige te reportaže, razgovore, fotografije, prikaze knjiga te najčešće putopise i političku analitiku. Radio je kao dokumentarist na Hrvatskom radiju (2003.-2018.). Kao kolumnist surađivao je i na omrežnom portalu Hrvatskoga kulturnog vijeća (www.hkv.hr) (od 2011.-2022.). Bio je i član upravnog odbora HKV-ea, a zatim piše za www.dragovoljac.com objavljujući političku analitiku i prikaze knjiga.  
Članom je Društva hrvatskih književnika i Matice hrvatske.

## Fotografija
Javor Novak bavi se i fotografijom. Njegov antologijski portret oca, akademika Slobodana Novaka, objavljen je na naslovnici očeve knjige Digresije. Godine 2017. održao je svoju prvu samostalnu izložbu portretnih fotografija "Moja prva samostalna", u izlogu Knjižnice i čitaonice Bogdana Ogrizovića u središtu Zagreba a u izboru i predgovoru akademika Tonka Maroevića.

## Odlikovanje
- 1996.: Za njegov novinarski rad odlikovao ga je prvi hrvatski predsjednik dr. Franjo Tuđman Redom Danice hrvatske s likom Marka Marulića.[4]

## Djela
Javor Novak je do sada objavio:

### Knjige
- Da sam imao Hrvatsku, ur. Nenad Piskač, "CC MARKETING", Zagreb, 2003.
- Dosanjani Jadran: plovidbe od Savudrijske vale do Lokruma: zbirka jedriličarskih putopisa, ur. Tonko Maroević, fotografije: Ivan Pravadovski-Ico, Ivo Pervan, "Sveučilišna knjižara d.o.o.", Zagreb, 2007.
- Beogradska Hrvatska: tekstovi u izboru Davora Dijanovića objavljeni u Hrvatskom slovu i na Portalu HKV-a, ur. Davor Dijanović, "Vidici d.o.o.", Zagreb, 2015.
- San u zavičaju (sjećanja na oca), ur. Damir Mikuličić, "Izvori d.o.o.", Zagreb, 2023.

### Priče, putopisi
- Ukopani u jugu, priča, jedriličarski putopis, Forum, 2000.
- Novi rođendan, brakorazvodne priče, "Forum", 2001.
- Klinč s nemajkom u zoni istine, brakorazvodne priče, Forum, 2002.
- Treba imati greben, kratka priča, Vjesnik, 2002.
- Ćuvita, priča, jedriličarski putopis, u: Sve priče: antologija nepoznatih autora, zbornik autora kratkih priča, (priredio Ivan Sršen)  "Informator, Centar za istraživanje i promicanje urbane kulture", Zagreb, 2003.
- Sekstant, kratka priča, Večernji list, 2003.
- Quadrifora, priča, jedriličarski putopis, Forum, 2003.
- Šuljanje tjesnacem, priča, jedriličarski putopis, Republika, 2005.
- Tvrdomešnjak, priča, jedriličarski putopis, Forum, 2006.
- Iscrpljen i sretan, priča, putopis podmorjem, Republika, 2007.
- Spas u mandraću, priča, jedriličarski putopis, Književna Rijeka, 2007.
- Klinč s nemajkom, brakorazvodne priče, Forum, 2009.
- Gitta Adriatica, priča, jedriličarski putopis, u: Jadranski arhipelag priča priče, knjiga je zbirka 20 autora, "Algoritam" i "Basic produktion", Zagreb, 2010.
- Gitta Adriatica, priča, jedriličarski putopis, u: The Adriatic Archipelago Telling Tales, knjiga je zbirka 20 autora, prijevod na engleski Stipe Grgas, "Hydrographic Institute of the Republic of Croatia" i "Algoritam d.o.o.", Zagreb, 2010.
- I zimi... i s proljećem, priča, jedriličarski putopis, Književna Rijeka, 2011.
- Djevojkama je lako, priča, Vijenac Matice hrvatske, Zagreb, 2015.

## Vanjske poveznice
- HKV
- Slobodan Novak i Javor Novak  Arhivirana inačica izvorne stranice od 21. travnja 2008. (Wayback Machine)
- Da sam imao Hrvatsku  Arhivirana inačica izvorne stranice od 2. lipnja 2016. (Wayback Machine)